# Valdefuentes del Páramo (kommunhuvudort)
Valdefuentes del Páramo är en kommunhuvudort i Spanien.   Den ligger i provinsen Provincia de León och regionen Kastilien och Leon, i den nordvästra delen av landet, 270 km nordväst om huvudstaden Madrid. Valdefuentes del Páramo ligger 787 meter över havet och antalet invånare är 377.
Terrängen runt Valdefuentes del Páramo är platt. Runt Valdefuentes del Páramo är det glesbefolkat, med 11 invånare per kvadratkilometer. Närmaste större samhälle är La Bañeza, 6,1 km väster om Valdefuentes del Páramo. Trakten runt Valdefuentes del Páramo består till största delen av jordbruksmark.